# العامریه (قطر)
العامریه یک منطقهٔ مسکونی در قطر است که در شهرداری الریان واقع شده‌است. العامریه ۳۰٫۰۵ کیلومتر مربع مساحت دارد.